# Eucyclops ariguanabensis
Eucyclops ariguanabensis – wątpliwy gatunek widłonoga z rodziny Cyclopidae. Opisał go w 1949 roku austriacki biolog i zoogeograf Vincenz Brehm. W bazie World Register of Marine Species takson ten ma status nomen nudum.